# Gulfstream IV
Gulfstream IV (nebo GIV) a od něho odvozené letouny patří do rodiny soukromých malých dopravních proudových letadel (business jetů) vyráběných společností Gulfstream Aerospace v Savannah, stát Georgie, Spojené státy americké, kterou vlastní koncern General Dynamics.
Po dodávce posledního stroje G450 bylo vyrobeno více než 900 kusů letounů GIV/GIV-SP/G450. Poslední G450 byl dodán dne 19. ledna 2018 po 365 dodávkách po dobu 12 let, které skončily třicetiletou výrobní fází ve prospěch letounu G500.

## Vývoj

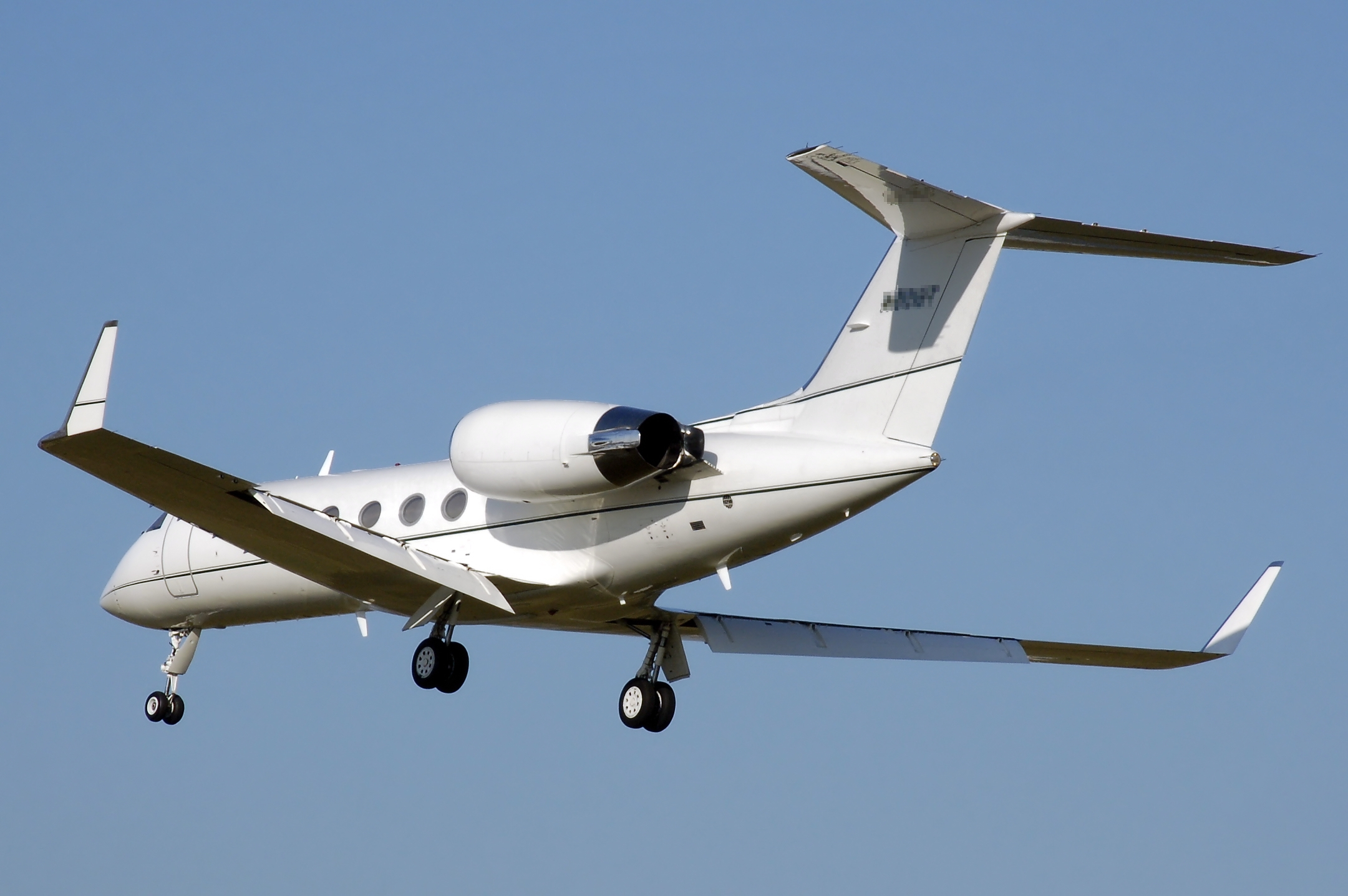
Obchodní proudový letoun Gulfstream Aerospace GIV-SP

Gulfstream zahájil práce na letounu GIV v roce 1983. První vyrobený GIV vykonal svůj první let 19. září 1985. Letoun získal schválení amerického leteckého úřadu (Federal Aviation Administration) v srpnu 1987. Gulfstream IV vstoupil do služby v roce 1987 pod sériovým číslem 1000 a byl vylepšen na verzi pro speciální účely GIV-SP v roce 1993. Později byl letoun přeznačen na G400.
Varianta letounu s kratším doletem dostala v roce 2002 označení G300. Verze G400 má větší kabinu a delší dolet (8 060 km). V roce 2001 společnost Gulfstream začala pracovat na vylepšené verzi letounu GIV-SP, která byla původně označena GIV-X. Později byl letoun přejmenován na G450. Letoun G450 má trup prodloužený o 1 stopu (0.305 m) oproti letounu G400 a přední část trupu letounu a prostornější kokpit z letounu Gulfstream G550. Výroba G450 začala v říjnu 2004 náhradou za letouny G400. Letoun G450 má lepší výkony a vylepšený kokpit se čtyřmi 14 palcovými displeji z tekutých krystalů a průhledovým displejem (HUD). Verze s kratším doletem označená G350 obdržela schválení v roce 2004.

## Operační historie
Americký Národní úřad pro oceán a atmosféru (NOAA) používá letouny GIV-SP obsazené vědeckou posádkou pro lety ve výšce 45 000 stop kolem hurikánů. Letouny jsou upraveny pro shazování speciálních sond určených k měření rychlosti větru, atmosférického tlaku, vlhkosti vzduchu a teploty během svého pádu do oceánu. Sbíráním dat při letu dlouhém 4 000 mil kolem tropické bouře, může Národní centrum hurikánů a Divize pro výzkum hurikánů, které jsou podřízeny NOAA upřesňovat své předpovědi ohledně chování těchto bouří. Mohou také předpovědět zda se síla hurikánu bude zvyšovat či snižovat. Letoun GIV-SP je vhodný pro tyto mise, protože je rychlý, může uletět velké vzdálenosti a má dostatečně prostornou kabinu pro posádku a vědecké přístroje.
V červnu 1987 letoun Gulfstream IV stanovil 22 světových rekordů ve své třídě v letu západním směrem kolem světa za 45 hodin a 25 minut. V dalším roce jiný GIV stanovil 11 světových rekordů v letu kolem světa východním směrem.

## Varianty

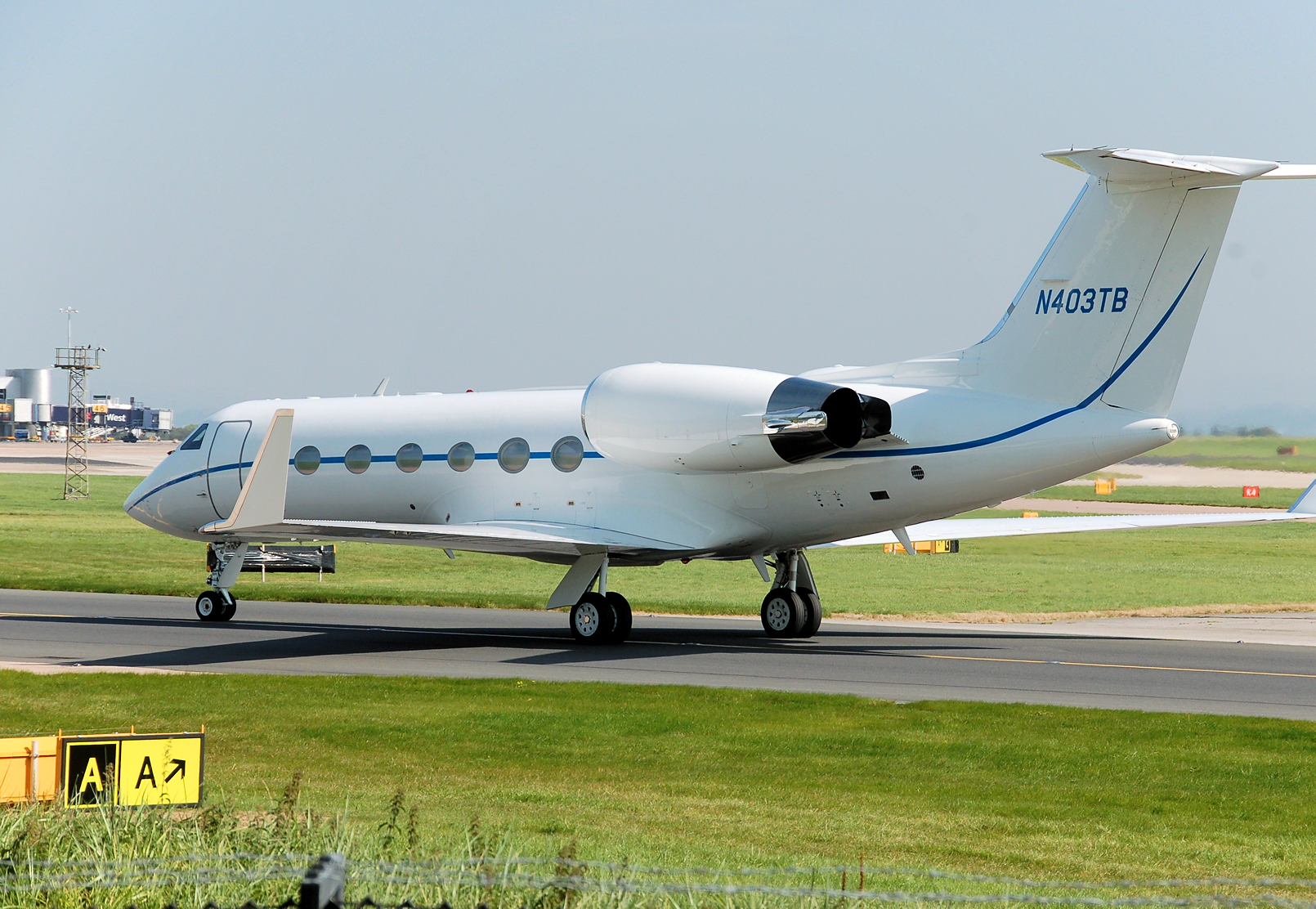
Gulfstream IV

### Vojenské varianty C-20F/G/H/J
Vojenské varianty letounu Gulfstream IV jsou v rámci služby u Ministerstva obrany USA označovány C-20F/G/H/J Gulfstream IV C-20F je varianta letounu GIV sloužící pod U.S. Army v roli přepravního letounu pro vysoké armádní a vládní činitele. Varianta C-20G může být upravena pro dopravu nákladu, 26 cestujících nebo kombinaci obou možností. Pokud jsou vyjmuta sedadla pro cestující, mohou být v letounu umístěny tři palety s nákladem. Nebo v letounu může být umístěno osm sedadel pro cestující a dvě palety, popř. jedna paleta a 14 cestujících. Letoun má čtyřčlennou posádku. Hydraulicky ovládané nákladní dveře jsou umístěny na pravé straně letadla. Tyto letouny působí v rámci amerického námořnictva a námořní pěchoty.
C-20H je varianta letounu GIV-SP působící v americkém letectvu (USAF) pro přepravu vysokých představitelů. Stejně tak varianta C-20J je variantou letounu GIV-SP působícího ve stejné roli v rámci americké armády (US Army).

### G350/G450
G450 je vylepšená verze letounu GIV-SP/G400 používající některé technologie z letounu G500/G550 (což je vylepšená varianta letounu Gulfstream V).
G350 je varianta letounu G450 s kratším doletem.

## Specifikace
Zdroje: Frawley, stránky Gulfstream G450, stránky Gulfstream G350
|                        | GIV                                         | GIV-SP                                      | G350                                         | G450                                         |
| ---------------------- | ------------------------------------------- | ------------------------------------------- | -------------------------------------------- | -------------------------------------------- |
| Posádka                | 2                                           | 2                                           | 2                                            | 2                                            |
| Kapacita               | 14-19                                       | 14-19                                       | maximum 19 typicky 12-16                     | maximum 19 typicky 12-16                     |
| Délka                  | 26,9 m                                      | 26,9 m                                      | 27,2 m                                       | 27,2 m                                       |
| Rozpětí                | 23,7 m                                      | 23,7 m                                      | 23,7 m                                       | 23,7 m                                       |
| Výška                  | 7,44 m                                      | 7,44 m                                      | 7,67 m                                       | 7,67 m                                       |
| Max. vzletová hmotnost | 33 200 kg                                   | 33 800 kg                                   | 32 200 kg                                    | 33 500 kg                                    |
| Prázdná hmotnost       | 16 100 kg                                   | 16 100 kg                                   | 19 400 kg                                    | 19 500 kg                                    |
| Cestovní rychlost      | Mach 0.80 (850 km/h, 528 mph, 460 uzlů)     | Mach 0.80 (850 km/h, 528 mph, 460 uzlů)     | Mach 0.80 (850 km/h, 528 mph, 460 uzlů)      | Mach 0.80 (850 km/h, 528 mph, 460 uzlů)      |
| Maximální rychlost     | Mach 0.88 (935 km/h, 581 mph, 505 uzlů)     | Mach 0.88 (935 km/h, 581 mph, 505 uzlů)     | Mach 0.88 (935 km/h, 581 mph, 505 uzlů)      | Mach 0.88 (935 km/h, 581 mph, 505 uzlů)      |
| Dolet                  | 7 820 km (4 220 nám.mil)                    | 7 820 km (4 220 nám.mil)                    | 7 040 km (3 800 nám.mil)                     | 8 060 km (4 350 nám.mil)                     |
| Dostup                 | 13 700 m (45 000 stop)                      | 13 700 m (45 000 stop)                      | 13 700 m (45 000 stop)                       | 13 700 m (45 000 stop)                       |
| Pohonné jednotky       | 2× dvouproudový motor Rolls-Royce Tay 611-8 | 2× dvouproudový motor Rolls-Royce Tay 611-8 | 2× dvouproudový motor Rolls-Royce Tay 611-8C | 2× dvouproudový motor Rolls-Royce Tay 611-8C |
| Tah pohonné jednotky   | 61,6 kN                                     | 61,6 kN                                     | 61,6 kN                                      | 61,6 kN                                      |

## Uživatelé

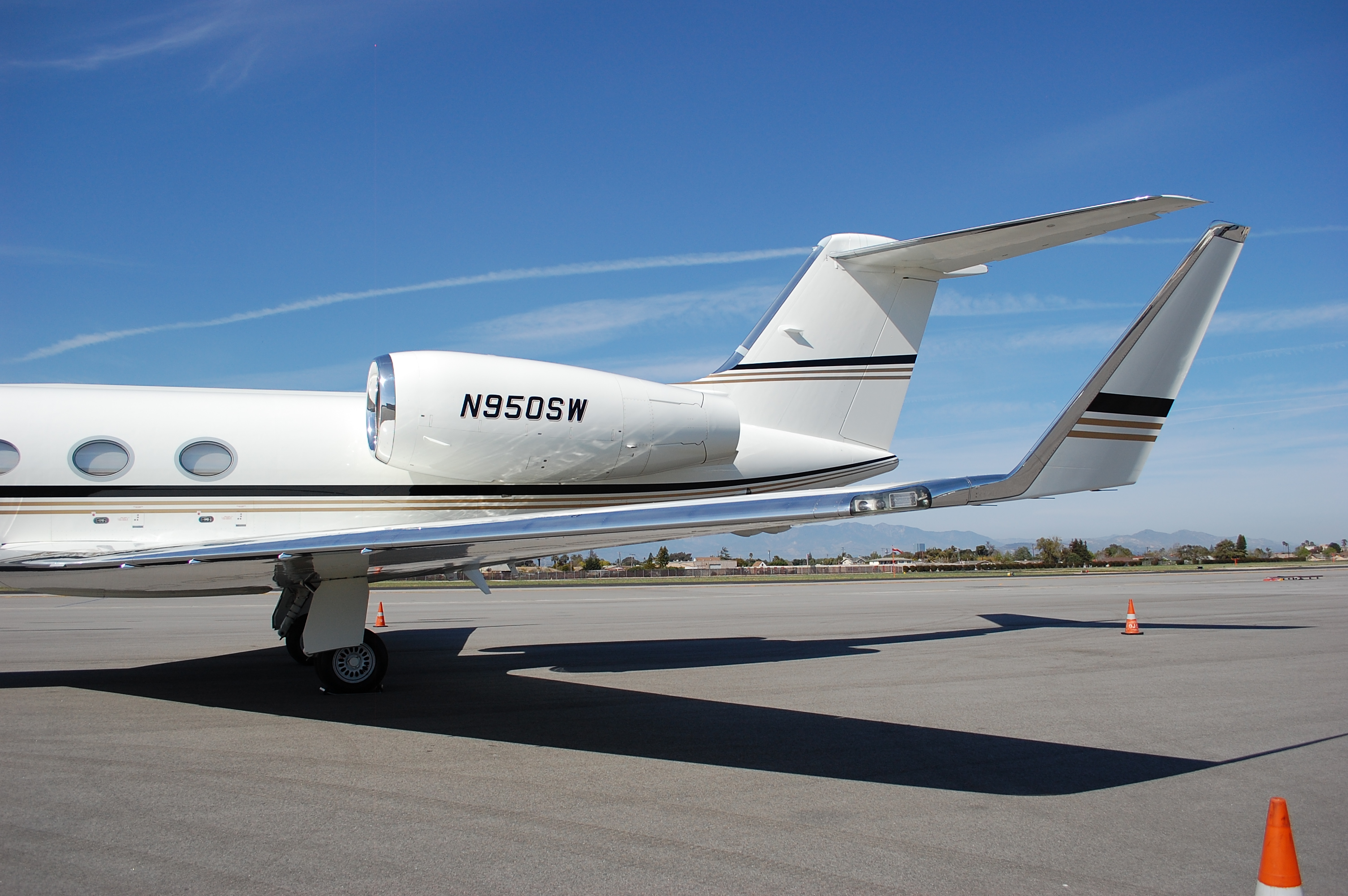
Winglet letounu G450

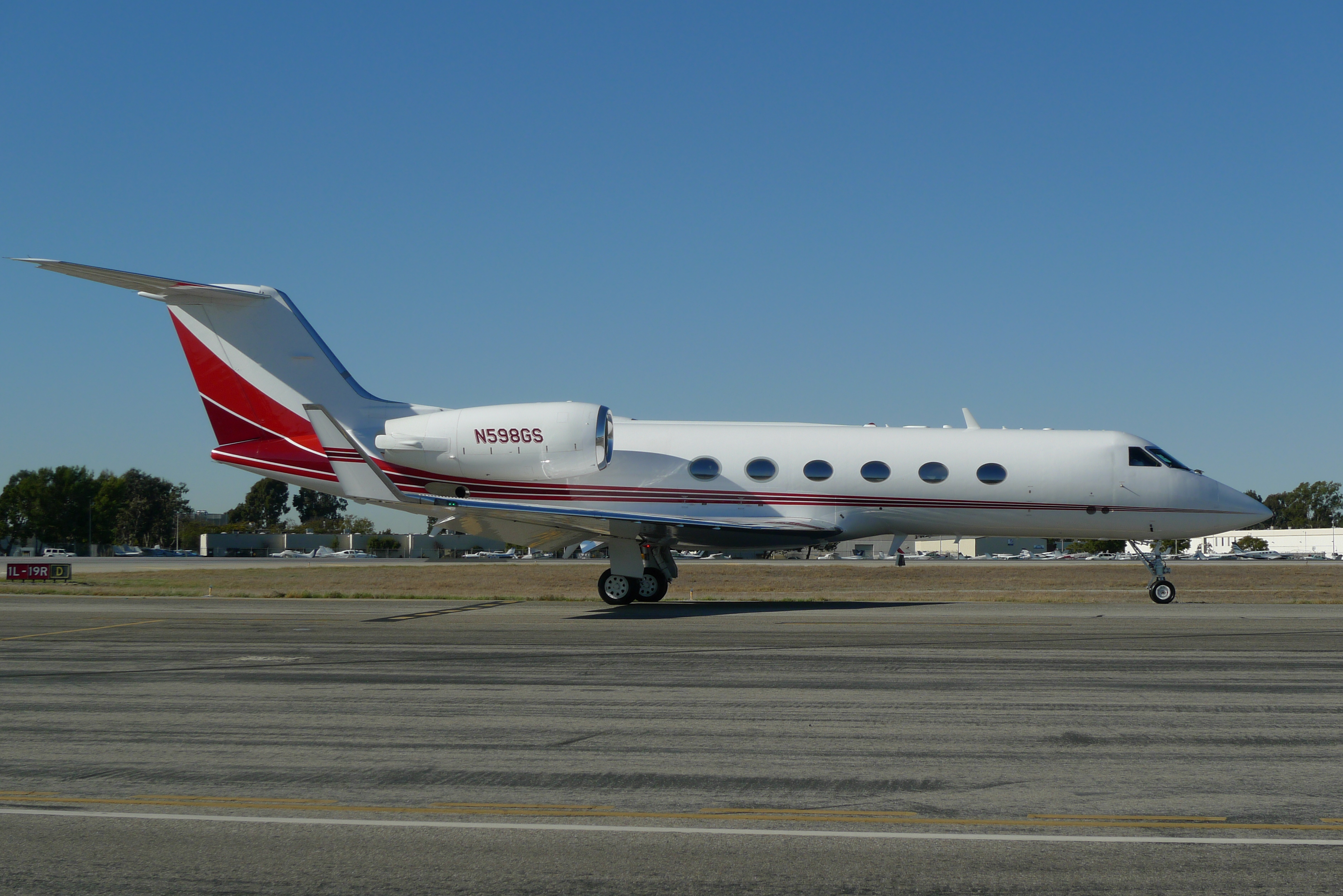
Gulfstream G-IV na letišti Johna Wayna, 2013

### Civilní uživatelé
Letoun provozuje mnoho soukromých osob, firem a charterových operátorů.

### Vládní a vojenští uživatelé
Vybraní vládní a vojenští uživatelé:
 Botswana
- Vojenské letectvo Botswany – používá jeden letoun pro VIP přepravy.

 Brunej
- Brunejský sultán používá letoun GIV.[13]

 Egypt
- Egyptské letectvo (Al-Qūwāt al-Gawwīyä al-Miṣrīyä) – používá čtyři letouny GIV pro přepravu vysokých činitelů.

 Chile
- Chilské letectvo (Fuerza Aérea de Chile) – používá čtyři letouny GIV pro přepravu vysokých činitelů.

 Irsko
- Irský letecký sbor (Irish Air Corps) – používá letouny GIV pro přepravu členů vlády.

 Japonsko
- Japonské vzdušné síly sebeobrany (Japan Air Self-Defense Force) – používají 5 letounů Gulfstream IV pod označením U-4,[14] které mají namontovány velké nákladní dveře[15] a mohou přepravovat náklad na paletách a cestující, popř. kombinaci obou, podobně jako letouny C-20G sloužící pod US Navy a USMC.

 Malajsie

Malajsijský sultán používá letoun GIV.
 Nizozemsko
- Nizozemské královské letectvo (Koninklijke Luchtmacht) – používá jeden GIV-SP k přepravě členů vlády a vojenských velitelů.

 Pákistán
- Pákistánské letectvo – používá 4 letouny GIV-SP pro přepravu vysokých vojenských a vládních činitelů.[16]

 Saúdská Arábie
- Saúdské královské letectvo – používá jeden GIV-SP k přepravě členů vlády a vojenských velitelů. Saúdský ministr financí a ekonomiky používá GIV (G300).[17]

 Spojené státy americké

- Americká armáda (US Army)
- Americké námořnictvo (US Navy)
- Námořní pěchota USA (USMC)
- Americké letectvo (USAF)

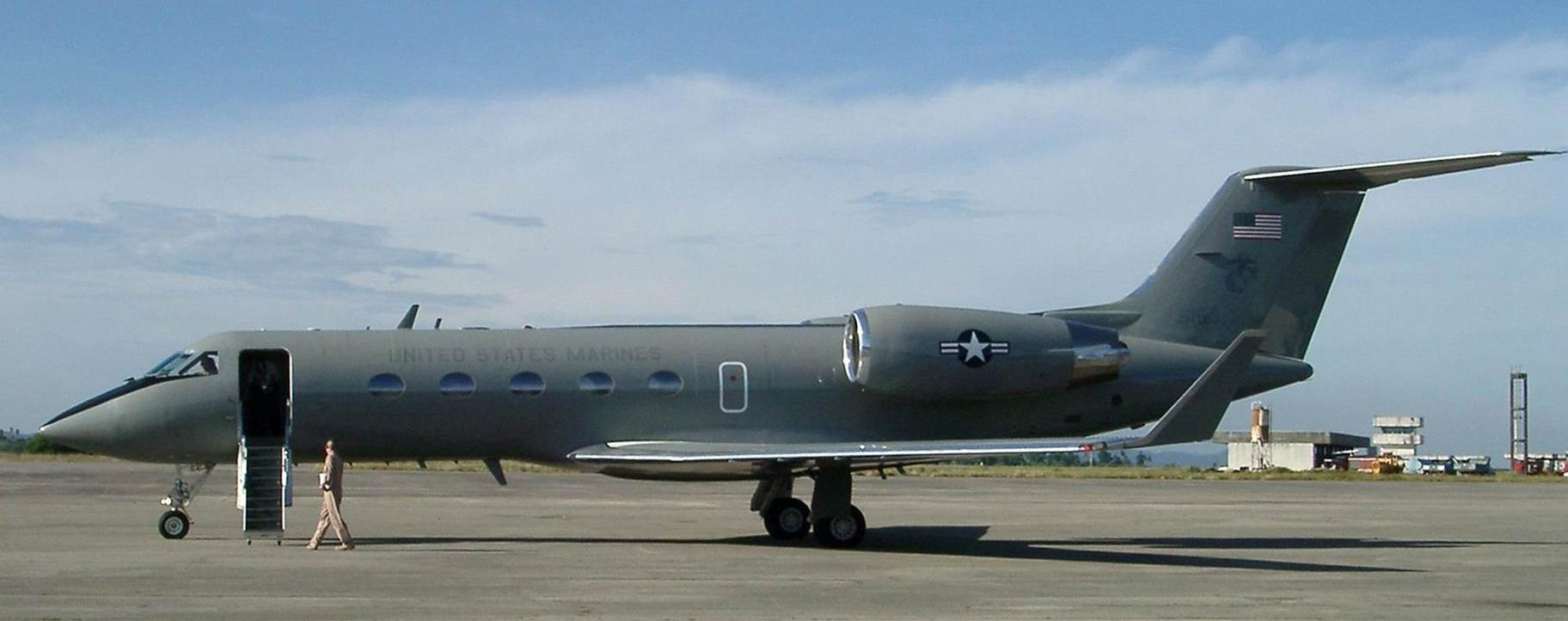
C-20 americké námořní pěchoty, také známý pod přezdívkou "Grey Ghost."

- Národní úřad pro oceán a atmosféru (NOAA) – používá GIV-SP k výzkumu atmosférických jevů.

 Švédsko
- Švédské letectvo (Flygvapnet) – používá dva značně upravené letouny GIV k radiovému odposlechu (SIGINT). Letouny jsou označeny S-102B Korpen (Havran).[19] Další dva letouny, jeden GIV označený Tp-102A a druhý GIV SP označený Tp-102C, slouží jako dopravní letouny pro švédskou královskou rodinu a švédského ministerského předsedu.

 Turecko
- Turecké letectvo (Türk Hava Kuvvetleri) – používá GIV-SP k přepravě vysokých vojenských a vládních činitelů.

 Uganda
- Ugandská vláda zakoupila jeden GIV v prosinci 2000 za 31,5 mil. USD pro přepravu presidenta Ugandy.